# Mirosław Jakubczak
Mirosław Jakubczak (ur. 1 lutego 1957) – polski lekkoatleta, skoczek wzwyż, medalista mistrzostw Polski, reprezentant Polski.

## Kariera sportowa
Był zawodnikiem Zawiszy Bydgoszcz.
Na mistrzostwach Polski seniorów na otwartym stadionie zdobył jeden brązowy medal w skoku wzwyż: w 1981. 
Rekord życiowy w skoku wzwyż: 2,20 (28.05.1980).